# ジェームズ・アーノルド・テイラー
ジェームズ・アーノルド・テイラー （James Arnold Taylor 1969年7月22日 -） は、アメリカ合衆国の男性声優。カリフォルニア州サンタバーバラ出身。映画俳優組合、米国テレビラジオ芸能人連盟会員。
代表作は『スター・ウォーズ/クローン・ウォーズ』（オビ＝ワン・ケノービ）、『TMNT』（レオナルド）、 『ファイナルファンタジーX』（ティーダ）など。

## 出演作品

### テレビアニメ
- アフロサムライ（ヤシチ）
- アメリカン・ドラゴン（サム・スパーク）
- キム・ポッシブル（医者、司会）
- KND ハチャメチャ大作戦（キング・サンディ、護衛1、ピザの男、他）
- ジャスティス・リーグ（プライベート）
- ジョニーテスト（ジョニー・テスト、他）
- ジョニー・ブラボー（友人）
- スター・ウォーズ クローン大戦（オビ＝ワン・ケノービ）
- スター・ウォーズ/クローン・ウォーズ（オビ＝ワン・ケノービ、プロ・クーン、テ・ブーン、コンピューター、他）
- スタティック・ショック（ナレーター）
- スペクタキュラー・スパイダーマン（ハリー・オズボーン、アラン・オニール、他）
- セレブリティ・デスマッチ（ジョニー・テップ）
- ダイノゾーズ（ドリルサウルス）
- ダック・ドジャース（アシスタント）
- ダニー・ファントム（ウォーカー）
- ティーン・タイタンズ（オーバーロード、キャッシュ、ペリカン、半魚人、他）
- バットマン:ブレイブ&ボールド（グリーンアロー、父親、他）
- パワーパフガールズ（ブライアン、フィリップ、男2、警察無線の声、他）
- ビリー&マンディ（フレッド・フリントストーン、学生、父親、ディレクター、他）
- ブーンドックス（フランク）
- ふしぎの海のナディア（レッドノア）
- ヘルボーイ アニメイテッド ブラッド・アンド・アイアン（ヤング・ブルーム）
- フューチュラマ（役名表記なし）
- ベン10 エイリアンフォース（ラフ、アテンダント1）

### 劇場アニメ
- アイス・エイジ3/ティラノのおとしもの（クラッシュのボイスダブル）
- アトランティス 失われた帝国（マイロ・ジェームス・サッチのボイスダブル）
- スター・ウォーズ/クローン・ウォーズ（オビ＝ワン・ケノービ）
- スチュアート・リトル（スチュアート・リトルのボイスダブル）
- 風の谷のナウシカ（ムズ）※ディズニー版
- TMNT（レオナルド、ニンジャ）
- ロボッツ（フェンダーのボイスダブル）

### OVA
- アトランティス 帝国最後の謎（マイロ・ジェームス・サッチ）
- アニマトリックス（アッシュ、エージェント、他）
- 真ゲッターロボ 世界最後の日（護衛）
- スーパーマン・ドゥームススディ（市長）

### ゲーム
- アトランティス 失われた帝国（マイロ・ジェームス・サッチ）
- アルティメット・スパイダーマン（エレクトロ）
- X-メン オフィシャル・ゲーム（サイクロプス）
- X-メン レジェンド2（アイスマン）
- キングダム ハーツII（ジャック・スパロウ）
- Jak X: Combat Racing（ラチェット）
- シュレック2（チャーミング王子、ウルフ）
- シュレック3（チャーミング王子）
- スター・ウォーズ エピソード1/ファントム・メナス（ルーン・ハーコ）
- スター・ウォーズ エピソード3/シスの復讐（オビ＝ワン・ケノービ）
- スター・ウォーズ/クローンウォーズ（オビ＝ワン・ケノービ）
- スター・ウォーズ クローン戦争（オビ＝ワン・ケノービ）
- スター・ウォーズ バトルフロントII（オビ＝ワン・ケノービ）
- スパイダーマン2（エレクトロ）
- Spider-Man Friend or Foe（ピーター・パーカー/スパイダーマン）
- チャーリーとチョコレート工場（ウィリー・ウォンカ）
- TMNT（レオナルド）
- ディシディア ファイナルファンタジー（ティーダ）
- ディシディア デュオデシム ファイナルファンタジー（ティーダ）
- トランスフォーマー: リベンジ（ザ・フォールン）
- Back to the Future: The Game（エメット・ブラウン）
- ファイナルファンタジーX（ティーダ）
- ファイナルファンタジーX-2（ティーダ、シューイン）
- Marvel Ultimate Alliance（アイスマン）
- みんなのGOLF4（ラチェット）
- モンスターズ・インク（モンスター2、モンスター9）
- ラチェット&クランクシリーズ（ラチェット（2代目））
  - ラチェット&クランク2 ガガガ!銀河のコマンドーっす
  - ラチェット&クランク3 突撃!ガラクチック★レンジャーズ
  - ラチェット&クランク4th ギリギリ銀河のギガバトル
  - ラチェット&クランク5 激突!ドデカ銀河のミリミリ軍団
  - ラチェット&クランク FUTURE
  - クランク&ラチェット マル秘ミッション☆イグニッション!
  - ラチェット&クランク FUTURE 外伝 海賊ダークウォーターの秘宝
  - ラチェット&クランク FUTURE2
- レゴ バットマン THE VIDEO GAME（ロビン）
- ロード・オブ・ザ・リング（ピピン）
- ロボテック・インベージョン（ランサー）

### 実写映画
- アリス・イン・ワンダーランド（マッドハンターのボイスダブル）
- キャッツ&ドッグス 地球最大の肉球大戦争（猫の声、犬の声）
- ザ・インターナショナル（ルイス・サリンガーのボイスダブル）
- スパイアニマル・Gフォース（予告編ナレーション）
- スクービー・ドゥー2 モンスター・パニック（シャギーのボイスダブル）
- ソーシャル・ネットワーク（マーク・ザッカーバーグのボイスダブル）
- チャーリーとチョコレート工場（ウィリー・ウォンカのボイズダブル、ジョーおじいちゃんのボイスダブル）
- NEXT -ネクスト-（クリス・ジョンソンのボイスダブル）
- バイオハザードII アポカリプス（サミュエル・アイザックスのボイスダブル）

### ビデオ映画
- コミックブック・ザ・ムービー（JT）

### テレビドラマ
- CSI:科学捜査班（ギル・グリッソムのボイスダブル）

### その他
- TMNT: Voice Talent First Look（本人出演、レオナルドの声）
- トヨタ（CMナレーション）
- フォックス放送（番組宣伝ナレーション）
- ベリー・ペブルスCM（フレッド・フリントストーン）
- MORE FRIENDS music from FINAL FANTASY（司会）
- Spider-Man: Re-Animated（本人出演）